# Roberto Vásquez
Dr. Roberto Vásquez ( 1941 - 2015 ) es un botánico, explorador y profesor boliviano, especialista en la familia de las orquídeas.

## Algunas publicaciones
- Rex, martina, kerstin Patzolt, katharina Schulte, georg Zizka, roberto Vásquez, pierre l. Ibisch, kurt Weising. 2007. AFLP analysis of genetic relationships in the genus Fosterella L.B.Sm. (Pitcairnioideae, Bromeliaceae). Genome 50 : 90-105

### Libros
- calaway h. Dodson, d.e. Bennett, j. Atwood, D.E. Mora, Fritz Hamer, Roberto Vásquez, Piedad M. Dodson. 1996. Orchids of the Tropical New World: Icones Plantarum Tropicarum (Series I & II) and Icones Orchidacearum Collections CD-ROM . Ed. Lightbinders
- 2000. Orquideas de Bolivia: Diversidad y estado de conservación = Orchids of Bolivia : diversity and conservation status.

## Honores
- Miembro de la "Sociedad Boliviana de Botánica"

- La abreviatura «R. Vásquez» se emplea para indicar a Roberto Vásquez como autoridad en la descripción y clasificación científica de los vegetales.[2]